# 加州州立大學蒙特利灣分校

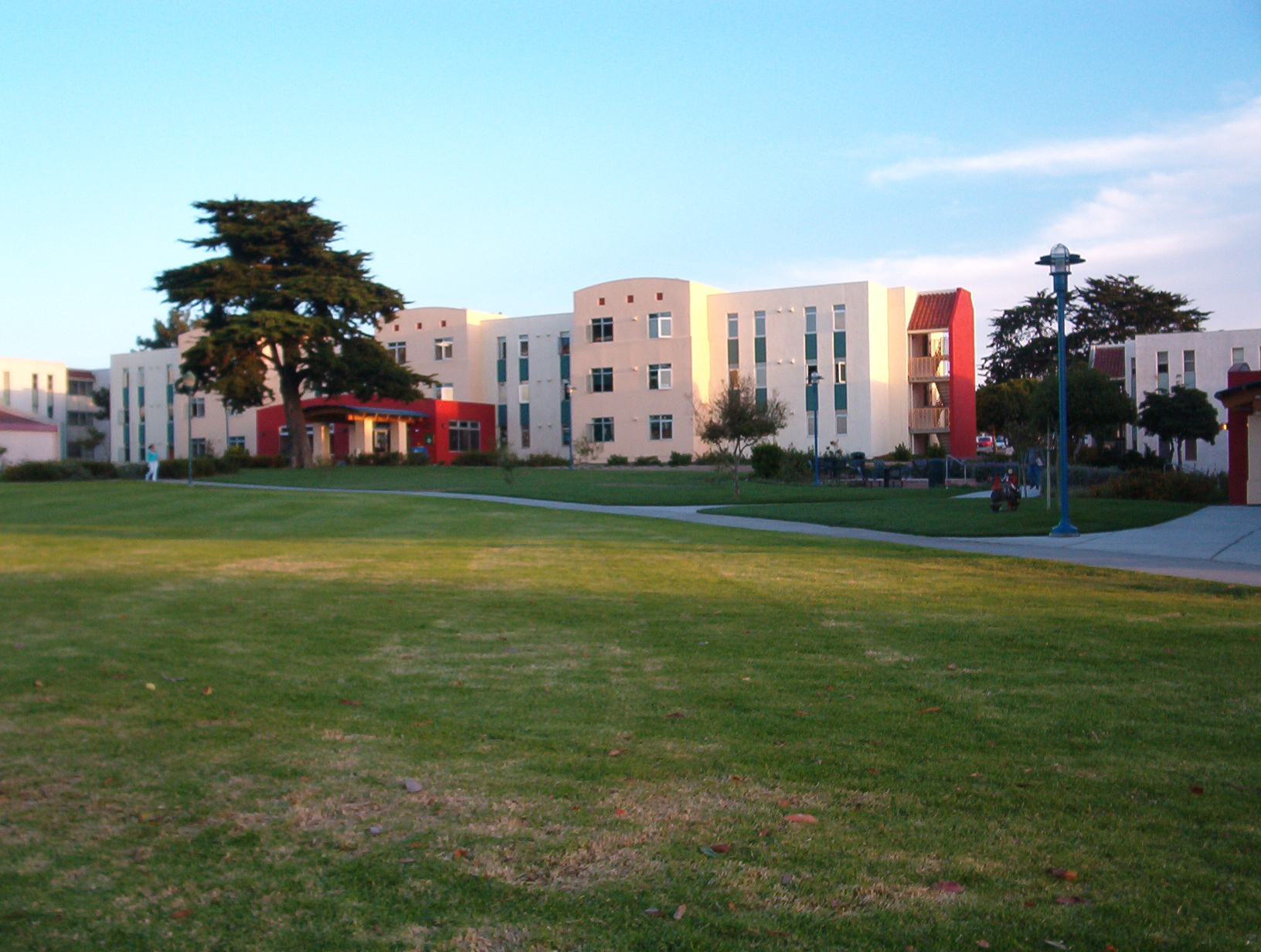
大學的宿舍樓

加州州立大學蒙特利灣分校（英語：California State University, Monterey Bay，CSUMB）是加利福尼亞州立大學系統內、位於美國加利福尼亞州海濱和瑪麗娜的一所公立大學，成立於1994年。2021年《美國新聞與世界報道》將其排在“西部地區大學”中的第25位。

## 外部連結
- 官方网站
- Official athletics website（页面存档备份，存于）